# Хохлатый василиск
Хохлатый василиск (лат. Basiliscus galeritus) — вид крупных ящериц из рода василисков, семейства Corytophanidae, обитающий на северо-западе Южной Америки.

## Распространение
Хохлатые василиски обитают в тропических лесах и поймах рек в Панаме, западной Колумбии и западном Эквадоре на высотах от 0 и до 1600 метров над уровнем моря. Ранее сообщалось о том, что этот вид ящериц встречается также в Центральной Америке (в частности, в Коста-Рике), однако в впоследствии было установлено, что речь шла о близкородственном виде шлемоносный василиск. Расселение этих ящериц на колумбийском острове Горгона привело к угрожающему сокращению там популяций эндемических видов (например, голубых ящериц Anolis gorgonae).

## Внешний вид
Самцы в длину достигают 77,5 см, самки менее крупные — до 63,5 см. Тело имеет оливково-зелёный окрас, иногда переходящий в красно-коричневый. Горло жёлто-белое. На боках — белые полоски. Взрослые особи круглоголовы, с округлым гребнем на затылке. Самки откладывают от 6 до 15 яиц.

## Питание
Ящерицы Basiliscus galeritus всеядны, они употребляют как растительную пищу, так и яйца птиц, насекомых, мелких рептилий.

## Изображения
- Flickr.com